# Parafia Najświętszej Maryi Panny Królowej Polski w Rzepienniku Suchym
Parafia Najświętszej Maryi Panny Królowej Polski w Rzepienniku Suchym – parafia znajdująca się w diecezji tarnowskiej w dekanacie ołpińskim. Obejmuje swym zasięgiem Rzepiennik Suchy, część Olszyn oraz część Sitnicy.
Parafię erygował dnia 31 marca 1982 abp Jerzy Ablewicz pod wezwaniem Matki Bożej Królowej Polski, jednak od początku istnienia funkcjonuje jako parafia NMP Królowej Polski. W latach 1982–1987 wybudowano kościół wraz z kaplicą boczną pod wezwaniem św. Maksymiliana Kolbego i tzw. kościołem dolnym oraz budynek plebanii. W kościele znajduje się polichromia, stacje drogi krzyżowej oraz dwa obrazy w ołtarzach bocznych wykonane przez Stanisława Nowaka, obraz w ołtarzu głównym wykonał Marek Niedojadło, witraże zaprojektował i wykonał Wiesław Czechowicz. W kościele znajdują się również prace artystów ludowych: Emilii Bajorek, Mariana Markowicza, Wandy Kusiak.
Pierwszym proboszczem parafii w Rzepienniku Suchym był ks. Józef Bubula, kanonik honorowym Kapituły Katedralnej w Tarnowie. W latach 2013–2022 proboszczem był ks. Henryk Chlipała. Od sierpnia 2022 roku proboszczem jest ks. Jacek Słota.
Z parafii w Rzepienniku Suchym pochodzą księża: O. Hieronim Ryba, ks. Eugeniusz Bartusik, ks. Waldemar Cieśla, ks. Robert Pyzik, ks. Mateusz Gurbisz, O. Mariusz Firszt (OFM), ks. Paweł Martyka oraz siostry zakonne s. Maria Fudala, s. Nazaria Bryndal.
Księgi metrykalne Rzepiennika Suchego prowadzone są od 1780 roku.

## Stowarzyszenia i grupy religijne
- Rada Parafialna,
- Parafialny Oddział Caritas
- Liturgiczna Służba Ołtarza,
- Dziewczęca Służba Maryjna,
- Schola,
- Rycerstwo Niepokalanej,
- Róże Różańcowe.
- Grupa Apostolska Misyjna
- Grupa EFATA